# UFC 4
UFC 4: The Revenge of the Warriors foi um evento de artes marciais mistas promovido pelo Ultimate Fighting Championship, ocorrido em 16 de dezembro de 1994 no Expo Center Pavilion em Tulsa, Oklahoma. O evento foi transmitido ao vivo em pay-per-view e mais tarde lançado em VHS.

## Background
Como de costume, praticamente todos os atletas de artes marciais de alguma importância foram contatados pelos promotores do evento. A outra forma de recrutamento foi o que mais tarde ficou conhecido como as "cartas de desafio de Royce". Até Mike Tyson foi "desafiado" por Royce Gracie enquanto estava na prisão.

## História
O UFC 4 usou um formato de torneio de oito lutadores com o vencedor recebendo US$ 64.000. O evento também contou com três lutas alternativas. Todas as sete lutas do torneio foram exibidas na transmissão pay-per-view ao vivo, bem como a luta alternativa.
O torneio não teve classes ou limites de peso. Cada partida não teve limite de tempo ou rouds, portanto, nenhum juiz foi usado durante a noite. O árbitro da noite foi "Big" John McCarthy. Royce Gracie venceu o evento ao derrotar Dan Severn com um triângulo. O card também contou com a notória luta entre Keith Hackney e Joe Son; Hackney venceu por finalização após acertar uma série de golpes sem resposta na virilha de Joe Son.
O locutor Bruce Beck e o comentarista Jeff Blatnick foram colocados juntos pela primeira vez no pay-per-view e se tornaram a equipe regular nas transmissões do UFC até o UFC 15. Eles se juntaram ao colaborador regular Jim Brown.

## Confrontos
|  | Quartas de Final | Quartas de Final                   | Quartas de Final |                        |                | Semifinal                          | Semifinal | Semifinal |  |  | Final | Final | Final |  |
|  |                  |                                    |                  |                        |                |                                    |           |           |  |  |       |       |       |  |
|  | Brasil           | Royce Gracie (Brazilian Jiu Jitsu) | FIN              |                        |                |                                    |           |           |  |  |       |       |       |  |
|  | Brasil           | Royce Gracie (Brazilian Jiu Jitsu) | FIN              |                        |                |                                    |           |           |  |  |       |       |       |  |
|  | Estados Unidos   | Ron van Clief (Karatê)             | 3:59             |                        |                |                                    |           |           |  |  |       |       |       |  |
|  | Estados Unidos   | Ron van Clief (Karatê)             | 3:59             |                        | Brasil         | Royce Gracie (Brazilian Jiu Jitsu) | FIN       |           |  |  |       |       |       |  |
|  |                  |                                    |                  |                        | Brasil         | Royce Gracie (Brazilian Jiu Jitsu) | FIN       |           |  |  |       |       |       |  |
|  |                  |                                    | Estados Unidos   | Keith Hackney (Kenpō)  | 5:32           |                                    |           |           |  |  |       |       |       |  |
|  | Estados Unidos   | Keith Hackney (Kenpō)              | Estados Unidos   | Keith Hackney (Kenpō)  | 5:32           | FIN                                |           |           |  |  |       |       |       |  |
|  | Estados Unidos   | Keith Hackney (Kenpō)              |                  |                        |                |                                    |           |           |  |  |       |       |       |  |
|  | Estados Unidos   | Joe Son (Taekwondo)                | 2:44             |                        |                |                                    |           |           |  |  |       |       |       |  |
|  | Estados Unidos   | Joe Son (Taekwondo)                | 2:44             |                        | Brasil         | Royce Gracie (Brazilian Jiu Jitsu) | FIN       |           |  |  |       |       |       |  |
|  |                  |                                    |                  |                        |                |                                    |           |           |  |  |       |       |       |  |
|  |                  |                                    | Estados Unidos   | Dan Severn (Wrestling) | 15:49          |                                    |           |           |  |  |       |       |       |  |
|  | Estados Unidos   | Steve Jennum (Ninjutsu)            | Estados Unidos   | Dan Severn (Wrestling) | 15:49          | FIN                                |           |           |  |  |       |       |       |  |
|  | Estados Unidos   | Steve Jennum (Ninjutsu)            |                  |                        |                |                                    |           |           |  |  |       |       |       |  |
|  | Estados Unidos   | Melton Bowen (Boxe)                | 4:47             |                        |                |                                    |           |           |  |  |       |       |       |  |
|  | Estados Unidos   | Melton Bowen (Boxe)                | 4:47             |                        | Estados Unidos | Marcus Bossett [a] (Karatê)        | 0:52      |           |  |  |       |       |       |  |
|  |                  |                                    |                  |                        | Estados Unidos | Marcus Bossett [a] (Karatê)        | 0:52      |           |  |  |       |       |       |  |
|  |                  |                                    | Estados Unidos   | Dan Severn (Wrestling) | FIN            |                                    |           |           |  |  |       |       |       |  |
|  | Estados Unidos   | Dan Severn (Wrestling)             | Estados Unidos   | Dan Severn (Wrestling) | FIN            | FIN                                |           |           |  |  |       |       |       |  |
|  | Estados Unidos   | Dan Severn (Wrestling)             |                  |                        |                |                                    |           |           |  |  |       |       |       |  |
|  | Estados Unidos   | Anthony Macias (Muay Thai)         | 1:45             |                        |                |                                    |           |           |  |  |       |       |       |  |

- a. ^  Steve Jennum teve que desistir devido a uma lesão. Ele foi substituído por Marcus Bossett.

## Ligações Externas
- Página oficial do evento
- Site oficial do UFC